# Cattedrale di Grenoble
La cattedrale di Nostra Signora (in francese: Cathédrale Notre-Dame de Grenoble) è il principale luogo di culto cattolico di Grenoble, nel dipartimento dell'Isère. La chiesa, sede del vescovo di Grenoble, è monumento storico di Francia dal 1862.